# Sankt-Lioba-Schule
Die Sankt-Lioba-Schule (Eigenschreibweise: Sankt Lioba Schule) ist ein staatlich anerkanntes Gymnasium. Es ist die größte Schule in freier Trägerschaft der St.−Martinus−Schulgesellschaft, einer Tochtergesellschaft des Bistums Mainz mit etwa 1100 Schülern. Die Schule liegt zwischen den Gradierbauten I und II an der Kreuzung Zanderstraße/Eleonorenring nahe der Innenstadt von Bad Nauheim.

## Geschichte der St.-Lioba-Schule

### Gründungsjahre
Die Schule wurde am 29. März 1927 von Schwestern Unserer Lieben Frau (S.N.D) eröffnet. Diese kauften eine Villa in der Goethestraße 20 (heute 16–18) und nannten sie Haus Lioba. Mit dem Kauf verpflichtete sich die Kongregation, für die katholische Kirchengemeinde Bad Nauheim eine katholische höhere Töchterschule zu errichten. Initiiert wurde diese Schule durch den damaligen Pfarrer Josef Nikolaus Hemmes (1873–1942). Als Nahziel plante man die Eröffnung am 1. April 1929. In der Karwoche 1927 übernahmen die beiden Schwestern (Sr.) M. Luzilla und M. Eginalda das Haus und begannen ihre erzieherische Tätigkeit mit einem eigenen Kindergarten und einem Jugendhort.

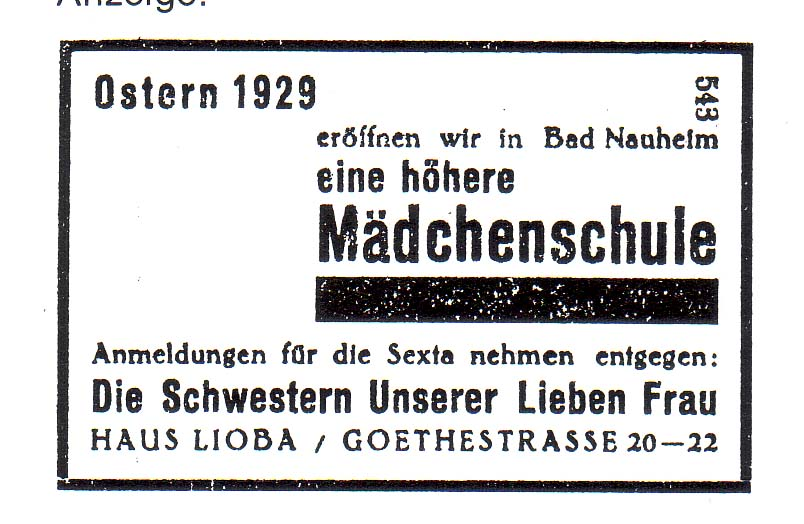
Eröffnung 1929

Sr. M. Elfriede begann den Unterricht mit 32 Sextanerinnen. Dass im protestantischen Bad Nauheim eine kath. höhere Mädchenschule Aufsehen erregte, war zu erwarten. Außerdem sah man darin eine gefährliche Konkurrenz zum städtischen Gymnasium. Aber auch die Stadtväter fühlten sich übergangen, weil man direkt in Darmstadt die Genehmigung erlangt hatte. Sogar eine Flugblattaktion an alle Nauheimer Haushalte wurde gestartet, in welcher sich der evangelische Bund gegen eine Konfessionsschule aussprach. Auch die schon länger in Bad Nauheim ansässigen Kettlerschwestern waren verärgert, denn sie unterhielten schon seit Jahren in Bad Nauheim eine Kurpension und ein Kinderheim.
Das Haus Lioba in der Goethestraße war sehr rasch zu klein geworden und so machten sich die Schwestern auf die Suche nach einem neuen, wesentlich größeren Domizil. „Nach vielen und großen Schwierigkeiten gelang der Kauf des Zanderinstitutes.“

### NS-Zeit
Rasch zeigte sich, dass eine an religiösen Werten orientierte Erziehung der Zielsetzung des Regimes widersprach. Die Schlagzeile eines Zeitungsberichts lautete: Vor Auflösung der Privatschule St. Lioba. Die Schwestern hatten schon Anfang Februar erfahren, dass die Schließung der Schule drohte.
Im Stadtrat hatte der damalige Rektor der Stadtschule den Antrag gestellt: „Im Interesse einer einheitlichen Erziehung der deutschen Jugend zur deutschen Volksgemeinschaft wird der Bürgermeister beauftragt, beim Ministerium entsprechende Schritte zu unternehmen, daß die Privatschule Lioba aufgehoben wird, und die Schüler dieser Anstalt der Ernst-Ludwig-Schule überwiesen werden.“

### Nachkriegszeit
Keineswegs positiv fällt der Bericht über die beiden Kurzschuljahre 1966/67 aus. 1967 wechselte Sr. M. Grata nach Rheinbach, und Sr. M. Mathild Koppers wurde Schulleiterin, die letzte Ordensfrau in dieser Funktion an der St.-Lioba-Schule.

#### Abriss des Zandersaals und Neubau
1994 wurden die letzten vier Ordensfrauen zurück in das Provinzialordenshaus nach Mülhausen berufen. In ihrem Grußwort zur zweiten Jahresschrift würdigte die neue Schulleiterin in „der dankbaren Retrospektive, in besonderer Achtung vor der unermüdlichen Aufbauarbeit in 65 Jahren“ das Wirken der Schwestern Unserer Lieben Frau in Bad Nauheim.

#### Verbesserungen (1992–2006)
Das äußere Wachstum der Schule war an Grenzen gestoßen. Nun musste ein vorhandenes klares pädagogisches Konzept auf der Basis der kirchlichen Grundordnung weiterentwickelt werden, um den ganzheitlichen Bildungsauftrag der Schule noch schärfer zu profilieren.
Anfang 1986 übernahm Gisela Opp die stellvertretende Schulleitung an der St.-Lioba-Schule, 1992 wurde sie Schulleiterin. 1992/93 erschien der erste Jahresbericht, der ein deutliches Zeichen für die gute Zusammenarbeit zwischen Schule und Elternhaus setzte. Nahezu zeitgleich wurde eine neue Schulordnung verabschiedet, an welcher der damalige Schulelternbeiratsvorsitzende Hermann J. Schmidt u. a. die „Orientierung zum Bildungs- und Erziehungsverständnis unserer Schule“ lobte. Der spätere Schulvertrag lag zu diesem Zeitpunkt bereits im Entwurf vor. Die ohnehin schon gepflegte Zusammenarbeit Schule – Elternhaus wurde intensiviert auf der Basis der Grundordnung für katholische Schulen. Ein Zeichen der Verbundenheit mit der Schule war auch die Gründung des „Freundeskreises St. Lioba-Gymnasium“, der sich im Januar 1994 aus dem seit 30 Jahren bestehenden Verein der ehemaligen Schüler neu organisierte und seitdem jedes Jahr zum Lioba-Brunch im Sommer einlädt.
1994 wurden weitere entscheidende Ansätze des Bildungs- und Erziehungskonzeptes der Schule auf den Weg gebracht, welche heute fester Bestandteil des Schulprofils sind. Das religiös-soziale Engagement wurde fortentwickelt, ein schulpsychologischer Dienst eingerichtet. Noch im gleichen Jahr wurde die neue Schulbibliothek eingerichtet. Schulbibliothek und Lernmittelfreiheit (LMF) wurden mit der heute an hess. Schulen standardmäßigen Software ausgestattet. Damals war die Sankt-Lioba-Schule die zweite Schule in Hessen, welche diese Software nutzte.
Seit 1999 nehmen regelmäßig Schülergruppen an dem Wettbewerb business@school der Boston Consulting Group teil.
Mit dem Beginn des Schuljahres 2005/06 wurde die „Mainzer 8“ eingeführt, die auf acht Jahre verkürzte gymnasiale Schulzeit. 2006 wurde Schulleiterin Gisela Opp von Ordinariatsdirektorin Gertrud Pollak und Kardinal Lehmann in den Ruhestand verabschiedet.
Zum neuen Schulleiter wurde vom Schulträger Tobias Angert ernannt. Die schon lange bestehende Förderung von hochbegabten Schülern wurde mit dem Gütesiegel ausgezeichnet. Im Jahr 2008 gewann die Schule den Wettbewerb „Schulen im Trialog“ der Herbert Quandt-Stiftung mit Sitz in Bad Homburg. Der Schulleiter wurde zum 1. April 2014 an das Bischöfliche Ordinariat Mainz versetzt. Seine Stellvertreterin Gabi Kurtscheidt übernahm kommissarisch die Schulleitung. 2014 beschloss man die Rückkehr zur „Mainzer 9“, der neunjährigen Gymnasialzeit.
Von 2015 bis 2024 war Bernhard Marohn Schulleiter. Seine Nachfolgerin ist Astrid Finkeldey.

#### Bauliche Erweiterung ab 2018
Die Sankt-Lioba-Schule wurde ab dem Frühjahr 2018 erneut baulich erweitert, um dem Schülerzuwachs und wachsenden Anforderungen an moderne Lernumgebungen Rechnung zu tragen und eine förderliche Umgebung für Bildung und persönliche Entwicklung der Schüler zu schaffen. Bei der umfassenden Sanierung und Erweiterung, die bis zum Herbst 2020 andauerte, wurden auf dem Schulgelände neue Gebäude errichtet und bestehende Strukturen modernisiert. Die erweiterte Sankt-Lioba-Schule wurde im November 2020 eingeweiht.

## Profil
- Schulstiftung[19]
- Internationale Austauschbeziehungen (Frankreich, USA, Polen); etwa mit dem Liceum Prezentek Krakau.[20]
- MINT – Excellence-Center Schule mit naturwissenschaftlichem Schwerpunkt (MINT = Mathematik, Informatik, Naturwissenschaft und Technik)

- ausgeprägtes Musikprofil:[21] Zu den zahlreichen Chören gehören auch ein Eltern&Freunde-Chor[22] ebenso wie ein Lehrerchor[23]

- Gütesiegelschule Hochbegabtenförderung: Seit Mitte der 1990er-Jahre finden Fördermaßnahmen für Hochbegabte statt, die aber auch für interessierte und leistungsstarke Schüler offen sind. Das Gütesiegel erhielt die Schule 2007.[24]

- Schulpsychologischer Dienst[25]
- Prävention: Die schulische Präventionsarbeit startete 1992 zuerst mit Projekten in einzelnen Fächern[26] und für einzelne Jahrgangsstufen und wurde rasch zu einem festen Bestandteil des Schulprofils. Die Eltern- und Schülerarbeit wird von ausgebildeten Präventionslehrern geleistet. Die Kooperation mit dem Staatlichen Schulamt stellt ebenso einen der Pfeiler der schulischen Prävention dar. Seit etwa 10 Jahren haben sich die schulischen Präventionsmaßnahmen deutlich erweitert.[27]

- Prüfungszentrum für das DELF-Diplom in Zusammenarbeit mit dem französischen „Ministère de l’Education Nationale“
- Prüfungsschule für das Cambridge-Zertifikat in Zusammenarbeit mit der University of Cambridge ESOL (Examination for speakers of other languages)[28]
- Trialog-Schule, erster Preisträger des Wettbewerbs Trialog der Kulturen im Schuljahr 2007/08, ausgelobt von der Herbert-Quandt-Stiftung in Bad Homburg[29]
- Umweltschule
- Theater-AG[30]
- Berufsbörse: 1993 wurde erstmals eine Berufsbörse für die Schüler der Oberstufe durchgeführt. Ein Team aus Eltern und zwei Lehrern organisiert seitdem eine Informationsveranstaltung, welche den Schülern Orientierung zum zukünftigen Studium oder Berufswunsch anbietet. Anfangs stand die Berufsbörse jährlich auf dem Schulprogramm; inzwischen findet sie zweijährig statt, ist aber auch um eine Bildungsmesse erweitert.[31] Das Angebot richtet sich nun zusätzlich an die Schüler der Mittelstufe.

- Schwester-Willibaldis-Stiftung: In Erinnerung an ihr jahrzehntelanges selbstlose Wirken für die Armen in Brasilien führt seitdem die Schwester-Willibaldis-Stiftung diese Aufgabe engagiert weiter. Aus der Tradition der Schwestern U.L.F. erwuchsen enge Bindungen nach Brasilien zur Ordensschule in Taquara.[32] Seit 2001 unterstützt die Schwester-Willibaldis-Stiftung mit einem Projekt auch die Primary School und die Secondary School in Buseesa in Uganda.[33]

- Sozialpraktikum (Compassion): 1992/93 wurde mit den Planungen zur Einführung eines Sozialpraktikums begonnen.[34] Dieses war von Beginn an in den Schulvertrag aufgenommen und bildete einen wesentlichen Bestandteil in der Erziehungsgemeinschaft von Elternhaus und Schule im Sinne des „Projet éducatif“. Die damalige Schulleiterin schrieb: „Im Sozialpraktikum der St.-Lioba-Schule, das vor dem Compassion-Projekt 1993 im Schulvertrag für unseren Jahrgang 11 verbindlich verankert war, in der GCL-Gruppenarbeit …, in der Schulseelsorge, die mit großer Beteiligung des Kollegiums gestaltet wird, erfährt Schulleben außerunterrichtlich eine Prägung des sozialen Lernens in vielen Dimensionen.“[35] Das Praxis- und Unterrichtsprojekt Compassion wurde 1994 veröffentlicht.[36] 1994 wurde dann erstmals ein 14-tägiges Sozialpraktikum für die Klassen 11 durchgeführt, das seitdem jährlich stattfindet. Als Ziele des Sozialpraktikums wurden festgelegt: „Erkennen eigener Möglichkeiten und Fähigkeiten, Übernahme sozialer Verantwortung, Aufbau und Reflexion sozialer Beziehungen zu betreuten Menschen, Fähigkeiten, in sozial schwierigen Situationen zu handeln, Wertschätzung des Dienstes am Nächsten, Entwicklung sozialer Sensibilität und Kompetenz, Förderung der Bereitschaft zu sozialem Engagement.“ Das Sozialpraktikum ist in drei Phasen gegliedert. In der Vorbereitungsphase wählen sich die Schüler selbst. Während des gesamten Praktikums werden sie von Lehrkräften betreut und während der eigentlichen Praktikumsphase hospitiert. Die Reflexion des Praktikums erfolgt in der Schlussphase u. a. in Form eines Praktikumsberichts.[37]

- Schulsanitätsdienst[38]

## Bekannte ehemalige Schüler
- Martina Kirchberg (* 1957), Segelkunstflugpilotin
- Caroline Link (* 1964), Filmregisseurin und Oscar-Preisträgerin
- Armin Weyrauch (* 1964), ehemaliger deutscher Ruderer
- Claudia Kraft (* 1968), Professorin für osteuropäische Geschichte
- Bettina Hein (* 1974), Schweizer Unternehmerin
- Daniel Holbe (* 1976), Autor von Kriminalromanen
- Jan Weckler (* 1971), Landrat des Wetteraukreises
- Frauke Rostalski (* 1985), Rechtswissenschaftlerin und Hochschullehrerin